# Рыбин, Алексей Владимирович
Алексей Владимирович Рыбин (26 января 1988, Липецк) — российский футболист, правый защитник клуба «Металлург».

## Биография
Воспитанник липецкого футбола, первый тренер — Виктор Лысковцев. На юниорском уровне становился победителем первенства Черноземья, участвовал в финальном турнире первенства России.
С 2006 года играл на взрослом уровне за второй состав «Металлурга» в первенстве ЛФЛ, а в 2008 году дебютировал в основной команде в матчах второго дивизиона. Со своим клубом стал победителем зоны «Центр» второго дивизиона 2008 года. На следующий год потерял место в составе липецкого клуба и провёл осеннюю часть сезона на правах аренды в смоленском «Днепре». В 2010 году вернулся в «Металлург», когда команда снова стала играть во втором дивизионе. Всего за липецкий клуб сыграл более 140 матчей, в последних сезонах был капитаном команды.
В начале 2015 года перешёл в «Тамбов». В сезоне 2015/16 со своим клубом стал победителем зоны «Центр» второго дивизиона. Со следующего сезона выступал в ФНЛ и к маю 2019 года достиг отметки в 100 матчей в этом турнире, будучи твёрдым игроком основы. Во многих матчах был капитаном команды. Несколько раз признавался лучшим игроком тура в ФНЛ, а в июле 2016 года — лучшим игроком месяца. В сезоне 2016/17 был признан лучшим защитником ФНЛ. В конце сезона 2017/18 участвовал в переходных матчах за право выхода в премьер-лигу, однако «Тамбов» тогда уступил «Амкару». По итогам сезона 2018/19 команда Рыбина завоевала право на прямой выход в премьер-лигу.
В ходе зимнего перерыва 2020/21 перешёл в «Кубань». В июне 2023 года вернулся в липецкий «Металлург».

## Личная жизнь
Супруга Юлия Рыбина (Спицына) — волейболистка, играла за «Липецк-Индезит». Брат Сергей (род. 1979) много лет выступал в хоккее за команды Липецка, затем работал тренером молодёжного состава ХК «Липецк».

## Достижения
«Тамбов»
- Победитель зонального турнира второго дивизиона: 2008, 2015/16
- Победитель первенства ФНЛ: 2018/2019